# Olav Anton Thommessen
Olav Anton Thommessen, född 16 maj 1946 i Oslo, är en norsk tonsättare, ofta förknippad med nutida musik.
Thommessen följde sin fars liv som diplomat, vilket bland annat medförde att han avlade en bachelor-examen i komposition vid Westminster Choir College och Indiana University 1969 följt av studier för Piotr Perkowski i Warszawa och för Werner Kaegi och Otto Laske i Utrecht 1971–1972. Han är för närvarande professor i komposition vid Norges Musikhögskola i Oslo.
Thommesen har varit ledamot av styrelserna för Ny Musikk, Norsk Komponistforening och Statens Musikkråd. Han var också med och grundade Norsk Musikkinformasjon (ordförande 1979–1985).
Ett brev han skrev till tonsättaren Marcus Paus år 2006 publicerades som operamonolog av Paus 2013 med titeln Læreren som ikke ble och hade premiär på Oslo Operafestival samma år; Thommessen identifierades av Paus som librettist 2015.

## Utmärkelser
- 1985 – Festival-kompositör vid Festspillene i Bergen
- 1989 – Lindemanprisen
- 1989 – "Årets verk" från Norsk Komponistforening
- 1989 – Edvard-prisen i klassen samtidsmusikk – större verk, för BULLseye
- 1990 – Nordiska rådets musikpris – Gjennom Prisme för cello, orgel, orkester
- 1995 – Festival-kompositör vid Festspillene i Nord-Norge
- 2002 – Utländsk ledamot nr 439 av Kungliga Musikaliska Akademien
- 2010 – Fegerstensprisen

## Verk
- Litt lyd för kör och orkester, op. 8, 1971
- Opp-Ned för orkester, op. 13, 1972–73
- Gjensidig för två stämmor och instrument, op. 14, 1973
- Stabsarabesk för blåsare, op. 15, 1974
- Hermafroditen, ballettopera, op. 18, 1970/80
- Stabat mater speciosa för kör, op. 28, 1977
- En plakatopera for musikk for sjustemmig kor og orkester, op. 32, 1978
- Melologer og monodramaer. En ordløs kammeropera, op. 32, nr 2, 1979/82
- The Second Creation. An orchestral drama for trumpets, op. 32 nr 4, 1988
- Et glassperlespill. Neo-rococo borgerromantikk: En helaftens konsertopera for kor, klaver, horn, cello, orgel og orkester, op. 34 nr 2, 1979–82
- Ekko av et ekko för vokalsolo, flöjt, piano och slagverk, op. 36 nr 2, 1980
- Makrofantasi over Griegs a-moll, op. 39 nr 1, 1980
- Beyond Neon. Post-commercial Sound Sculptures för horn och symfoniorkester, op. 41
- Gjennom prisme En dubbelkonsert för cello, orgel och orkester, op. 44 nr 1, 1982/83
- EingeBACHt. InnBACHt parafrase over Toccata i G-dur, første sats for klaver, op. 47 nr 1, 1984
- L'éclat approchant för synthesizer och kammarorkester, op. 52 nr 1, 1986
- Hertuginnen dør. En skrekkopera, op. 56 nr 1, 1987
- The Phantom of Light. A Miniature Concerto för cello och två blåsarkvintetter, op. 62 nr 1, 1990
- Edda-Da, monodrama för skådespelare och pianist, op. 63a, 1991
- Ved Komethodet, orkesterdrama för viola, engelskt horn, altstämma, kör och orkester, op. 64 nr 4, 1993–94
- Kassandra, ett konsertdrama för skådespelare med orkester, op. 69, 1996
- Music for Vandals för 13 träblåsare och kontrabas, op. 76, 1998
- Corelli Machine för stråkar, op. 82, 2002
- Veslemøy synsk – en GRIEGsk musi-collage over Arne Garborgs HAUGTUSSA för mezzosopran och piano, 2007
- Læreren som ikke ble, med musik av Marcus Paus och libretto av Thommessen